# Altir Weber Mello
Altir Weber Mello (Curitibanos, 7 de julho de 1915) é um político brasileiro.
Filho de João Duarte de Mello e de Isabel Webber de Mello. Casou com Tereza Bosco de Mello.
Foi candidato a deputado estadual por Santa Catarina pelo Partido Social Progressista (PSP). Recebendo 2.324 votos, foi suplente convocado para a 4ª Legislatura (1959-1963). Foi novamente suplente, pelo Partido Social Democrático (PSD), com 3.411 votos, convocado para a 5ª Legislatura (1963-1967).